# Ernst Shelby
Ernst Shelby (ur. 14 kwietnia 1937) – amerykański lekkoatleta, który specjalizował się w skoku w dal.
W 1956, 1957 oraz 1958 zdobywał złote medale mistrzostw USA, a w 1958 i 1959 był mistrzem NCAA. Reprezentant kraju w meczach międzypaństwowych.
Rekord życiowy: 7,95 (22 czerwca 1956, Bakersfield).